# TRT-25遙控武器站
TRT-25遙控武器站（英語：TRT-25 remote weapon station）是一款由南非BAE系統公司地面系統研製及生產的遙控武器系統，所搭載的M242巨蝮式鏈炮發射25×137毫米北約口徑機炮炮彈。
該砲塔被設計成為輕型装甲车（LAV）、中型地雷防護車（MMPV）和裝步戰車（IFV）所使用的自我保護和火力支援兩用武器。當2010年6月，該砲塔在巴黎2010年欧洲国际防务展首度展出時，它安裝在公司新型RG-41裝甲戰鬥車輛以上。它被BAE系統公司全球戰術系統总裁丹尼斯·莫里斯（Dennis Morris）描述為“在攻守兼備的情況下，低成本的解決方案，簡單易用的操作界面，適用於幾乎所有的作戰”。

## 設計
該系統具有足夠的靈活性，以接受若干其他的武器，由20毫米口徑至30毫米口徑的休斯M230鏈炮或Mk 44巨蝮二式鏈炮（需要使用較大型的支炮架）。該砲塔亦安裝了用以應對近距離火力支援的7.62毫米口徑同軸機槍和掩護載具的4具煙幕彈發射器。

### 瞄準具
瞄準具是由陀螺穩定，以使在移動時攻擊敵方和安裝激光测距仪。瞄準具具有自動目標跟踪功能，當以光電砲手瞄準鏡實現了手動鎖定以後就會啓動。武器是通過利用任天堂式控制面板進行操作，測距儀具有超過12公里的射程。

### 載具試驗
該砲塔亦正在英國航太系统公司的子公司，地面系統OMC公司研發的南非RG-41裝甲戰鬥車輛和RG-34地雷防護裝甲車裝甲戰鬥車輛以上試用。它也被成功地整合到俄羅斯BMP-1步兵戰車以上。

## 資料來源
1. ↑  .   [2016-06-11]. （原始内容存档于2015-09-23）.
2. ↑  BAE Systems debuts new TRT at Eurosatory 2010 （页面存档备份，存于）.

## 外部連結
- （英文）—The Tactical Remote Turret (TRT)（页面存档备份，存于）
- （英文）—Photos（页面存档备份，存于）